# Discografia di Gilbert Bécaud
Questa voce elenca la discografia di Gilbert Bécaud.

## Discografia

### Album in studio
- 1953 – Gilbert Bécaud et ses chansons
- 1954 – T'as raison mon ami
- 1955 – Récital numéro 1 - Mes grands succès
- 1956 – Alors raconte
- 1957 – Salut les copains
- 1958 – Croquemitoufle
- 1959 – Pilou... Pilou... hé
- 1960 – Tête de bois
- 1962 – Le Bateau blanc
- 1964 – Mes mains - Nouveaux enregistrements
- 1965 – La Vie d'garçon
- 1967 – Âge tendre et tête de bois
- 1968 – Le Rideau rouge
- 1969 – Bécaud

- 1972 – Gilbert raconte et Bécaud chante
- 1974 – Hier et Aujourd'hui
- 1976 – L'amour c'est l'affaire des gens
- 1978 – C'est en septembre
- 1979 – Moi, je veux chanter
- 1981 – Bonjour la vie
- 1984 – Bécaud...
- 1987 – Bécaud
- 1989 – Fais-moi signe
- 1993 – Une vie comme un roman
- 1996 – Ensemble
- 1999 – Faut faire avec...
- 2002 – Je partirai
- 2005 – Suite

### Album dal vivo
- 1954 – Young Man of Paris in Moods of Love
- 1955 – Le Tour de chant de Gilbert Bécaud à l'Olympia
- 1958 – À l'Olympia n° 2 (pubblicato in formato 25 cm)
- 1963 – Bécaud à l'Olympia
- 1966 – Olympia 1966[1]
- 1968 – À l'Olympia 1967
- 1969 – Olympia 1969 (disponibile solamente in formato Stereo8)
- 1970 – Olympia 70
- 1971 : Récital du festival de l'Orphée d'or 71 30 cm bulgare Balkaton BTA 1301, avec 4 titres chantés par Jennifer)
- 1972 – Olympia 1972

- 1973 – Olympia 73
- 1975 – Olympia 76
- 1977 – Olympia 77
- 1978 – Au Québec - Récital en direct du Grand Théâtre de Québec (30 cm Able/London ABL 7056)
- 1980 – Olympia 80
- 1983 – Desperado - Olympia 83
- 1988 – À l'Olympia
- 1991 – Bécaud Olympia
- 1997 – BécOlympia
- 1997 – L'Olympia 97
- 2002 – becaud L'Olympia - Spectacle Bleu, Spectacle Rouge
- 2013 – Concerts inédits 1956-1958

### Cantate, opéra, commedie musicali
- 1960 : L'Enfant à l'étoile (25 cm)
- 1962 : L'Opéra d'Aran, drame lyrique en 2 actes (triple 33 T, musique de Bécaud, mais il ne joue ni ne chante rien sur l'album)
- 1965 : Concerto pour piano
- 1972 : La Répétition
- 1976 : Heureux comme un poisson dans l'eau (publicité)
- 1986 : comédie musicale Roza
- 1992 : Aran Opéra

### Colonne sonore
- 1971 : La Maison sous les arbres (bande originale du film de René Clément)
- 1973 : Toute une vie (bande originale du film de Claude Lelouch)
- 2007 : Roman de gare (bande originale du film de Claude Lelouch)

### Antologie
- 1973 : Bécaulogie - intégrale Bécaud 1953 à 1972 (18 LP)
- 1988 : Bécaulogie - 1953 à 1987 (9 CD)
- 2002 : 50 ans en chansons (Long box 3 CD, avec plusieurs inédits)
- 2003 : Becollector : (Coffret 3 CD)
- 2004 : 100 chansons d'or (4 CD, avec 6 inédits dont 3 remix)
- 2009 : Best of (3 CD, 49 titres)
- 2011 : Best of Eternel (2 CD, 46 titres remasterisés)
- 2011 : Anthologie Gilbert Becaud 1953-1959 édité par Frémeaux & Associés (2 CD, 36 titres sélectionnés par André Bernard)
- 2011 : L'Essentiel (coffret 12 CD, 9 albums studio originaux remasterisés et augmentés de titres bonus extraits des 45 Tours de l’époque + 2 CD live (Best Of Olympia 1955-1983) + 1 CD de titres bonus + livret 64 pages de textes et photos rares)
- 2012 : Best of 3 CD (titres en public à l'Olympia + album Une vie comme un roman + extraits des albums studio Ensemble et Fais-moi signe + 3 titres inédits en allemand), Sony Music
- 2012 : 100 Chansons (4 CD, dont 8 titres inédits extraits du concert à L’Olympia de 1960)
- 2016 : Anthologie 1953-2002

### Lista di canzoni
- À chaque enfant qui naît (1980)
- À l'enterrement de notre amour (1963)
- À midi sur les Champs-Elysées (1951)
- À mon ami (1952)
- À remettre à mon fils quand il aura seize ans (1969)
- Abrina Birchoué (le fond des rivières) (1961)
- Accroche-toi à ton étoile (1953)
- Adieu bonjour (1960)
- Adieu l'idiot (1983) (live)
- Ah ! dites-moi pourquoi je l'aime (1953)
- Ah ! si j'avais des sous (1959)
- Alleluia (1958)
- Alors raconte (1956) (1964)
- Amoureuse de la vie (1976)
- Après toi c'est la mer (1988)
- Aran (l'opéra) (1993)
- Attention, attention (1996)
- Au bout de la route (1984) (2002)
- Au magasin d'antiquités (1968)
- Au revoir (adieu l'ami) (1963) (1979) (2002)
- Avec vingt ans de moins (1988)
- Badabing, beng, bong (1969)
- Barbarella reviens (1973)
- Bécaud (1988)
- Berceuse pour Gaya (1955)
- Bienvenue parmi nous (1967)
- Black sunday (1967)
- Bonjour la vie (1981)
- Ça (1955)
- Ça claque (1955)
- Ça gueule ça madame (1952)
- Ça ne sera jamais trop (1967)
- Cartes postales (1953)
- Cavalier du grand retour (1961)
- Ce monde t'attend (1974)
- Ce soir, je te dis tout (1976)
- C'est ça qu'on appelle aimer (1956)
- C'est différent la nuit (1978)
- C'est en septembre (1978)
- C'est merveilleux l'amour (1958)
- C'est pas vrai (1963)
- C'est quoi le temps (2005)
- C'était moi (1960)
- C'était mon copain (1953) (1964)
- Cette chanson (1978)
- Chanson cruelle (1955)
- Chante (1972)
- Chante-moi (1965) (1999)
- Chanter c'est ma liberté (1993)
- Chaque matin que tu vois (1981)
- Charlie t'iras pas au paradis (1970)
- China song (1988)
- Cœur de Paris (1955)
- Comme Rambo (1987)
- Concerto pour piano (1965)
- Contre vous (1962)
- Couventine (1955)
- Credo (1980) (2005)
- Crois-moi ça durera (1962) (1988)
- Croquemitoufle (1958) (1960)
- Dans ces moments-là (1961)
- Dans le lit d'un homme d'affaires (1966) (1988)
- Daphné (1962)
- De l'autre côté de la rivière (1963)
- De only you à maintenant (1996)
- De quoi demain sera-t-il fait (1978) (2005)
- Dégonflé (1963)
- Désirée (1982)
- Desperado (1983)
- Deux cents ans après (1976)
- Dieu est mort (l'un d'entre eux inventa la mort) (1969) (1999)
- Dieu mécréant (1981)
- Dimanche à Orly (1963)
- Ding dong sonnez (1953)
- Dis Mariette (1964)
- Dis-moi qui je suis (1955)
- Don Juan (1964)
- Don Quichotte (1958)
- Donne-moi (1953)
- Du sable dans les mains (1993)
- Elle a dit (1952)
- Embrasse-moi ô mon amour (1956)
- Encore une fois (1985)
- Ensemble (1996)
- Et le spectacle continue (1972)
- Et maintenant (1961) (1964)
- Et salut les copains (1993)
- Fais-moi signe (1988)
- Fanfan (1962)
- Faut faire avec... (1999)
- Felicita (1999)
- Félicitations (1974)
- Filles et garçons (1957)
- Formidable (1952)
- Galilée (1960)
- Hermano (1958)
- Heureusement y'a les copains (1963)
- Heureux comme un poisson dans l'eau (1976)
- Hey Louise (1980)
- Hi Haï Ho (1972)
- Hymne à la jeunesse (1952)
- Il aime rêver (1954)
- Il est à moi (l'Olympia) (1993)
- Il fait des bonds le Pierrot qui danse (1957)
- Il fait si beau (1954)
- Il faut bâtir ta maison (1953)
- Il faut marcher (1965)
- Il s'en va mon garçon (1969)
- Il y a des moments si merveilleux (1974)
- Incroyablement (1957)
- Je brode des blouses (1951)
- Je m'balance (1960)
- Je me fous de la fin du monde (1981) (2005)
- Je ne fais que passer (1981)
- Je partirai (1966) (2002)
- Je reviens te chercher (1967)
- Je suis folle (1953)
- Je t'ai dans la peau (1952)
- Je t'ai ouvert les yeux (1956)
- Je t'aime (1965) (1988)
- Je t'aime mon frère (1975)
- Je t'aimerai jusqu'à la fin du monde (1969) (2005)
- Je t'appartiens (1955) (1960) (1970)
- Je t'attends (1963)
- Je te promets (1960)
- Je veux te dire adieu (1954) (1964)
- Kyrié (1971)
- La balade américaine (1993)
- La ballade des apôtres (1968)
- La ballade des baladins (1953) (1964)
- La belle journée (1996)
- La cabane bleue (1993)
- La cavale (1969)
- La chambre (1999)
- La chanson des pompons (1984)
- La chanson du cocu (1980)
- La chanson pour Roseline (1959)
- La Chine (1971)
- La cinquième saison (1968)
- La corrida (1956) (1964)
- La courte échelle (1958)
- La cruche (1959)
- La dame de Saint-Paul (1993)
- La demoiselle du 23 (1983)
- La fille au tableau (1999)
- La fille de la pub (1987)
- La fille de l'eau (1961)
- La fille de Nathalie (1983)
- La fin d'un grand amour c'est d'abord du silence (1969)
- La fraîcheur de la mer (1952)
- La française (1982)
- La grande roue (1968)
- La grosse noce (1962)
- La guimauve et la violoncelle (1976)
- La hollandaise (1966)
- La légende de l'eskimo et du mimosa (1976)
- La machine à écrire (1957)
- La maison sous les arbres (1971)
- La marche de Babette (1959)
- La mort du loup (2002)
- La passion de vivre (1956)
- La première cathédrale (1975)
- La première fois (1964)
- La princesse de juillet (1959)
- La relève (1984)
- La répétition (1972)
- La retraite (1984)
- La revolutione (1987)
- La rivière (1967)
- La route (1963) (en public)
- La saison du désamour (1973)
- La solitude, ça n'existe pas (1970)
- La vente aux enchères (1970)
- La vie d'garçon (1965)
- La ville (1957)
- L'absent (1960)
- L'addition S.V.P. monsieur ! (1973)
- Laissez aller (1975)
- Laissez faire, laissez dire (1954)
- L'alligator (1989)
- L'Amérique m'a fait cocu (1996)
- L'amour c'est l'affaire des gens (1976)
- L'amour est mort (1980)
- L'amour ou la mort (1965)
- L'arbre (1999)
- L'archange du Golf Drouot (1984)
- L'aventure (1964) (2002)
- Le bain de minuit (1970)
- Le bal masqué (1974)
- Le bateau blanc (1962)
- Le bateau miracle (1968)
- Le blaireau (1959)
- Le buste de ma chambre (1956)
- Le cap de Bonne-Espérance (2002)
- Le chemin (2005)
- Le cheval bleu (1980)
- Le ciel (1975)
- Le condamné (1961)
- Le coucou (1959)
- Le danseur (the skater) (1977)
- Le dernier été (2005)
- Le dernier homme (1975)
- Le gitan qui rit tout le temps (1974)
- Le gnou (1959)
- Le grand magasin (1956)
- Le grand symphatique (chanson nerveuse) (1951)
- Le jour où la pluie viendra (1957) (1964)
- Le jugement dernier (1962)
- Le magicien (1957)
- Le marchand de ballons (1955)
- Le monde est gentil (1954)
- Le mur (1958)
- Le pays d'où je viens (1956)
- Le petit oiseau de toutes les couleurs (1966)
- Le petit prince est revenu (1966)
- Le pianiste de Varsovie (1956) (1964)
- Le poisson rouge (1999)
- Le poivre de Cayenne (1988)
- Le pommier à pommes (1980) (2002)
- Le regard des gosses (1957)
- Le retour (1987)
- Le Rhône (1976)
- Le rideau rouge (1959)
- Le sens giratoire (1958)
- Le train d'amour (1978) (2002)
- Le train de la vie (1978)
- Le ver luisant (1959)
- Légende (1955)
- L'enfant à l'étoile (1960)
- L'enfant du ciel (1973)
- L'enfant malade (1976)
- L'enterrement de Cornélius (1959) (1960)
- Les âmes en allées (1984)
- Les amoureux du monde (1965)
- Les amours de décembre (1958)
- Les bandes chansonnées (1978)
- Les beaux quartiers (1966)
- Les Caraïbes (1976)
- Les cartes ont changé (1987)
- Les cas désespérés seront prioritaires (1988)
- Les cerisiers sont blancs (1968)
- Les chansons de ta vie (1980)
- Les cloches (1967)
- Les cocotiers (1973)
- Les cocottes en papier (1961)
- Les créatures de rêve (1969)
- Les croix (1952) (1964)
- Les enfants aux cheveux blancs (1996)
- Les enfants du dimanche (1969)
- Les enfants du voyage (1964)
- Les enfants nous regardent (1972)
- Les enfants oubliés (1954)
- Les gens (1980)
- Les gens de l'île (1999)
- Les jours meilleurs (1965)
- Les marchés de Provence (1957) (1964)
- Les marins (1999)
- Les petites mad'maselles (1966)
- Les petits lapins (1960)
- Les rois du monde (1985)
- Les tambours et l'amour (1955)
- Les tantes Jeanne (Ah ! les vacances) (1963)
- Les visiteurs (1961)
- L'hirondelle (1974)
- L'histoire de l'homme toujours content (1978)
- L'homme et la musique (1970)
- Liberaçáo (1971)
- L'important c'est la rose (1967)
- L'indien (1973)
- L'indifférence (1977)
- Little red boy (1984)
- L'ombre et l'enfant (1988)
- L'orange (1964)
- Lorsque viendra le dernier jour (1976) (2005)
- Love supersonic (1984)
- L'un d'entre eux inventa la mort (Dieu est mort) (1969) (1999)
- Ma chanson lilas (1987)
- Ma châtelaine (1961)
- Ma copine et son enfant (1976)
- Ma petite lumière (1968)
- Ma première chanson (j'l'ai pas finie) (1993)
- Ma souris danse (1964)
- Madame Pompadour (1953)
- Madame Roza (1996)
- Mademoiselle Lise (1966)
- Mai 68 (1979)
- Mais où sont-ils les jours heureux (1976)
- Mal sans vous (1996)
- Mañana c'est carnaval (1980)
- Maria est de retour (1987)
- Marianne de ma jeunesse (1955)
- Marie quand tu t'en vas (1973)
- Marie, Marie (1959)
- Marie-Pierre (1987)
- Martin (1961)
- Mea culpa (1993)
- Mé-qué, mé-qué (1953) (1960)
- Merci beaucoup (1967)
- Mère douloureuse (1963)
- Mes hommes à moi (1966)
- Mes mains (1953) (1964)
- Miserere (1961)
- Moi je me méfie des anges (1953)
- Moi je m'en vais demain (1969)
- Moi je sais (1953)
- Moi je veux chanter (1980)
- Moi j'm'en fous (1953)
- Moi quand je serais guéri (1973)
- Mon agenda (1993)
- Mon ami m'a trahi (1955)
- Mon amour impossible (1961)
- Mon arbre (1964)
- Mon cœur éclate (1956)
- Mon grand-père le militaire (1969)
- Mon père à moi (1964)
- Monsieur Cousteau (1976)
- Monsieur le président directeur général et le lapin (1966)
- Monsieur Winter go home (1969)
- Mourir à Capri (1964)
- M'sieur Gaston (1952)
- Musicien de jazz (1980)
- Mustapha Dupont (1984) (2005)
- Natashquan (1961)
- Nathalie (1964)
- Ne dis rien (1963)
- Nicolas (1962)
- Nous les copains (1961)
- Oh ! que Paris c'est loin (1993)
- On a besoin d'un idéal (1977)
- On a tous un coin de terre (1976)
- On attend on attend (1984)
- On marche (2002)
- On prend toujours un train pour quelque part (1968)
- Opéra d'Aran (1962)
- Où sont mes dix-huit ans ? (1965)
- Parler d'amour (1996)
- Passe ton chemin (1954)
- Patte blanche (1956)
- Pauvre pêcheur (1955)
- Petit Jean (1967)
- Pilou Pilou Hé (1959) (1960)
- Plein soleil (1964)
- Pleure pas petit frère (1976)
- Pour l'amour du ciel (1960)
- Pour oublier quoi (1999)
- Pour qui veille l'étoile (1957) (1975) (2005)
- Pourquoi papa (1964)
- Power to love (1982)
- Quand il est mort le poète (1965)
- Quand j'serai plus là (1978)
- Quand Jules est au violon (1963)
- Quand la musique s'arrête (1988)
- Quand l'amour est mort (1960)
- Quand le spectacle est terminé (1965)
- Quand on n'a pas ce qu'on aime (1978)
- Quand t'es petit dans le midi (1993)
- Quand tu danses (1953) (1964)
- Quand tu n'es pas là (1959)
- Que toi (1954)
- Que tu me plais la fille (1962)
- Quelle joie (1956)
- Qu'est-ce que tu attends-là ? (1966)
- Ran-tan-plan (1958)
- Rentre chez toi et pleure (1956)
- Revenir sur tes pas (1955)
- Rosy and John (1964)
- Sacrée fille (1960)
- Salut les copains (1957)
- Seul sur son étoile (1966)
- Si j'avais une semaine (1963)
- Si je m'en reviens au pays (1962)
- Si je pouvais un jour revivre ma vie (1957)
- Si si si la vie est belle (1956)
- Silly symphonie (1969)
- So far away from Courbevoie (1980)
- Square Séverine (1957)
- Star qui rit, star qui pleure (1988)
- Sur la plus haute colline (1962)
- Sur le pont des Invalides (1968)
- Sur Terre rien de nouveau (1978)
- Tango (1973)
- T'as raison mon ami (1954)
- Terre nouvelle (1955)
- T'es venu de loin (1964) (2005)
- Tête de bois (1960)
- Toi (1963)
- Toi et moi (1980)
- Toi le musicien (1961)
- Toi l'oiseau (1956)
- Trop beau (1963) (1988)
- Tu le regretteras (1965) (1987)
- Tu marches dans Broadway (1993)
- Tu m'reconnais pas (1969)
- Un homme heureux (1975)
- Un instant d'éternité (1978)
- Un nouveau printemps tout neuf (1952)
- Un petit, tout petit miracle (1970) (en public)
- Un peu d'amour et d'amitié (1972)
- Un sacré bateau à roues (1980)
- Une belle petite môme (1952)
- Une petite fille entre neuf et dix ans (1973)
- Une vie comme un torrent (1993)
- Va savoir (1964)
- Vahiné des vahinés (1981)
- Va-t'en loin (1962)
- Viens (1952) (1960)
- Viens dans la lumière (1966) (2002)
- Viens danser (1958)
- Viens nous aider (Apocalypse Now) (1980) (2002)
- Vive le roi carnaval (1973)
- Vivre (1969)
- Vol de nuit (1952)
- Vous qui l'avez connue (1951)
- When we dance (1999)
- Y'a pas d'lapin dans mon chapeau (1980)
- Y'a qu'la musique qui nous aime bien (1996)